# Valerij Korobkin
Valerij Aleksandrovič Korobkin (in russo Валерий Александрович Коробкин?; Volgograd, 2 luglio 1984) è un ex calciatore russo naturalizzato kazako, di ruolo centrocampista.

## Palmarès

### Club

#### Competizioni nazionali
- Coppa del Kazakistan: 1

Astana: 2012